# Mihrab
Mihrab (arabsko محراب‎, miḥrāb, pl. محاريب maḥārīb) je polkrožna niša v steni mošeje, ki označuje kiblo, torej smer Kabe v Meki in s tem smer, v katero naj se obrne musliman pri molitvi. Stena, v kateri se pojavi mihrab, je tako zid kibla.
Minbar, ki je dvignjena ploščad, s katere imam (vodja molitve) nagovarja zbrane, se nahaja desno od mihraba.

## Etimologija
Beseda miḥrāb izvira iz stare južnoarabske (po možnosti sabejščine) 𐩣𐩢𐩧𐩨 mḥrb, kar pomeni določen del palače, pa tudi »del templja, kjer je 𐩩𐩢𐩧𐩨 tḥrb določena vrsta vizije« iz korenske besede 𐩢𐩧𐩨 ḥrb »izvajati določen verski obred (ki ga primerjajo z bojem in ga opisujejo kot umik čez noč) v 𐩣𐩢𐩧𐩨 mḥrb templja«. Lahko je tudi povezano z etiopskim ምኵራብ məkʷrab »tempelj, svetišče«, katerega ekvivalent v sabejščini je 𐩣𐩫𐩧𐩨 mkrb istega pomena, iz korenske besede 𐩫𐩧𐩨 krb »posvetiti« sorodno akadskemu 𒅗𒊒𒁍 karābu - blagosloviti in sorodno hebrejskemu כְּרוּב kerūḇ - kerub (katero koli od nebeških bitij, ki so vezala skrinjo zaveze v najsvetejšem).
Arabski leksikografi tradicionalno izpeljujejo besedo iz arabskega korena ح ر ب (Ḥ-RB), ki se nanaša na »vojno, boj ali jezo« (ki pa je sorodna južnoarabskemu korenu, vendar nima nobene povezave z verskim obredi), zaradi česar so ga nekateri razlagali kot »trdnjavo« ali »kraj bitke (s satanom)« , pri čemer so mihrabi zasebne molitvene sobe. Zadnja razlaga je podobna naravi rituala   ḥrb.

## Zgodovina
Beseda mihrab je prvotno imela nereligiozen pomen in je preprosto označevala posebno sobo v hiši; prestolna soba v palači, na primer. Fath al-Bari (str. 458, komentar v več zvezkih na sunitsko zbirko hadisa Sahih al-Bukhari, ki jo je sestavil Ibn Hajar al-'Asqalani) na podlagi avtoritete drugih namiguje, da je mihrab »najbolj častna lokacija kraljev« in »gospodar lokacij, sprednje in najbolj častne lokacije«. Mošeje v islamu (str. 13) poleg arabskih virov navaja Theodorja Nöldekeja in druge, da so menili, da je mihrab prvotno pomenil prestolno sobo.
Izraz je pozneje uporabil islamski prerok Mohamed za označevanje svoje zasebne molitvene sobe. Soba je dodatno omogočala dostop do sosednje mošeje, skozi to sobo pa je prerok vstopil v mošejo. Ta izvirni pomen mihraba – torej kot posebne sobe v hiši – se še naprej ohranja v nekaterih oblikah judovstva, kjer so mihrabi prostori, ki se uporabljajo za zasebno bogoslužje. V Koranu se beseda (v povezavi z določenim členom) večinoma uporablja za označevanje najsvetejšega. Verz »potem je [tj. Zaharija] prišel k svojemu ljudstvu iz mihraba«[19:11] je na primer napisan na ali nad nekaterimi nišami mošej.
Med vladavino Osmana ibn Afana (vladal 644–656) je kalif ukazal postaviti znak na steno mošeje v Medini, da bi lahko romarji zlahka prepoznali smer, v katero naj izgovarjajo svoje molitve (tj. proti Meki). Znak pa je bil le znak na steni, sama stena pa je ostala ravna. Kasneje, v času vladavine Al-Valida ibn Abd al-Malika (Al Valid I., vladal 705–715), je bila Al-Masjid al-Nabawi (Prerokova mošeja) obnovljena in guverner (wāli) Medine, Umar ibn AbdulAziz (Umar II.) je naročil, da se naredi niša za označevanje stene kibla (ki označuje smer Meke), in prav v to nišo je bil postavljen Osmanov znak.
Sčasoma je niša postala univerzalno razumljena za identifikacijo stene kibla, zato je bila sprejeta kot značilnost v drugih mošejah. Znak ni bil več potreben.

## Arhitektura
Mihrabi so pomemben del islamske kulture in mošej. Ker se uporabljajo za označevanje smeri molitve, služijo kot pomembna osrednja točka v mošeji. Običajno so okrašeni z okrasnimi detajli, ki so lahko geometrijski vzorci, linearni vzorci ali kaligrafija. Ta okras služi tudi verskemu namenu. Kaligrafski okraski na mihrabih so običajno iz Korana in so pobožnost Bogu, da Božja beseda doseže ljudi. Pogoste zasnove med mihrabi so geometrijsko listje, ki je tesno skupaj, tako da ni praznega prostora med njimi.

### Velika mošeja v Córdobi
Mihrab v Veliki mošeji v Cordobi je zelo okrašena umetnina, ki pritegne pozornost. To je prispevek Al Hakama II., in se ne uporablja samo za molitev. Uporablja se kot konvergenčno mesto v mošeji, kjer so obiskovalci lahko presenečeni nad njeno lepoto in pozlačenimi vzorci. Vhod je prekrit z mozaiki, »ki se navezujejo na bizantinsko tradicijo, ki so jih izdelali obrtniki, ki jih je poslal cesar Nicefor II. Ti mozaiki se raztezajo vzdolž vousoirjev z geometrijsko in rastlinsko zasnovo, pa tudi v napisih, ki beležijo verze iz Korana«. Ta mihrab se zaradi svoje velikosti tudi nekoliko razlikuje od običajnega mihraba. Zavzema celo sobo namesto samo nišo. Ta slog mihraba je postavil standard za druge gradnje v regiji. Uporaba podkvastega loka, izrezljane štukature in steklenih mozaikov je naredila vtis za estetiko mihrabov, »čeprav noben drug obstoječi mihrab v Španiji ali zahodni Severni Afriki ni tako dodelan.«

### Mošeja Omajadov v Damasku
Veliko mošejo v Damasku je ustanovil Al Valid leta 706. Zgrajena je bila kot hipostilna mošeja, z molitveno dvorano, ki vodi do mihraba, »na zadnji steni svetišča so štirje mihrabi, od katerih sta dva prerokovih sopotnikov v vzhodni polovici in veliki mihrab na koncu transepta.« Mihrab je okrašen podobno kot preostali del mošeje z zlatimi trtami in rastlinskimi podobami. Svetilka, ki visi v mihrabu, je bila teoretizirana kot motiv bisera, zaradi navedb, da ima kupola mihraba nazobčane robove. Obstajajo tudi druge mošeje, ki imajo podobne mihrabe, ki sledijo isti temi, z nazobčanimi kupolami, ki so »konkavne kot školjka ali biserna školjka«.

## Današnja uporaba
Danes so mihrabi različnih velikosti, običajno so okrašeni in pogosto zasnovani tako, da dajejo vtis obokanih vrat ali prehoda v Meko.
V izjemnih primerih mihrab ne sledi smeri kible. En primer je Velika mošeja v Córdobi v Španiji, ki kaže severovzhod proti vzhodu namesto jugovzhod. Med predlaganimi razlagami je lokalizacija starorimske ulice kardo poleg starega templja, na katerem je bila zgrajena mošeja.
Druga je Masjid al-Qiblatayn ali mošeja dveh kibel v Medini. Tu je prerok Mohamed prejel ukaz za spremembo smeri molitve iz Jeruzalema v Meko, tako da ima dve molitveni niši. Leta 1987, v času vladavine kralja Fahda, je bila mošeja popolnoma porušena in obnovljena. Med rekonstrukcijo so odstranili staro molitveno nišo, obrnjeno proti Jeruzalemu in pustili tisto proti Meki.

## Galerija
- Mihrab v mošeji sultana Ibrahima v Rethymnu
- Mihrab (molitvena niša); 1354–1355; mozaik iz polikromno glaziranih rezanih ploščic iz kamna, vstavljenih v malto; 343,1 x 288,7 cm, teža: 2041,2 kg; iz Isfahana (Iran); Metropolitanski muzej umetnosti (New York)
- Mihrab v mošeji Uqba, znani tudi kot Velika mošeja v Kairouanu; ta mihrab je v današnjem stanju iz 9. stoletja, Kairouan, Tunizija
- Mihrab v Hagiji Sofiji, Carigrad, Turčija
- Mihrab v medresi Bou Inania, Fes, Maroko
- Mihrab v Petkovi mošeji v Yazdu v Iranu
- Mihrab v kupoli verige, Tempeljski grič, Jeruzalem
- Mihrab v mošeji Qila-i-Kuhna v Delhiju
- Mihrab iz mošeje Eşrefoğlu iz 13. stoletja v Beyşehirju v Turčiji
- Mihrab iz mošeje Kalyan v Buhari v Uzbekistanu